# Lamproglandifera flavoglandis
Lamproglandifera flavoglandis är en kackerlacksart som beskrevs av Roth, L. M. 2003. Lamproglandifera flavoglandis ingår i släktet Lamproglandifera och familjen storkackerlackor. Inga underarter finns listade i Catalogue of Life.